# Alaimus modestus
Alaimus modestus is een rondwormensoort uit de familie van de Alaimidae. De wetenschappelijke naam van de soort is voor het eerst geldig gepubliceerd in 1938 door Schuurmans Stekhoven & Teunissen.